# 麻辣烫

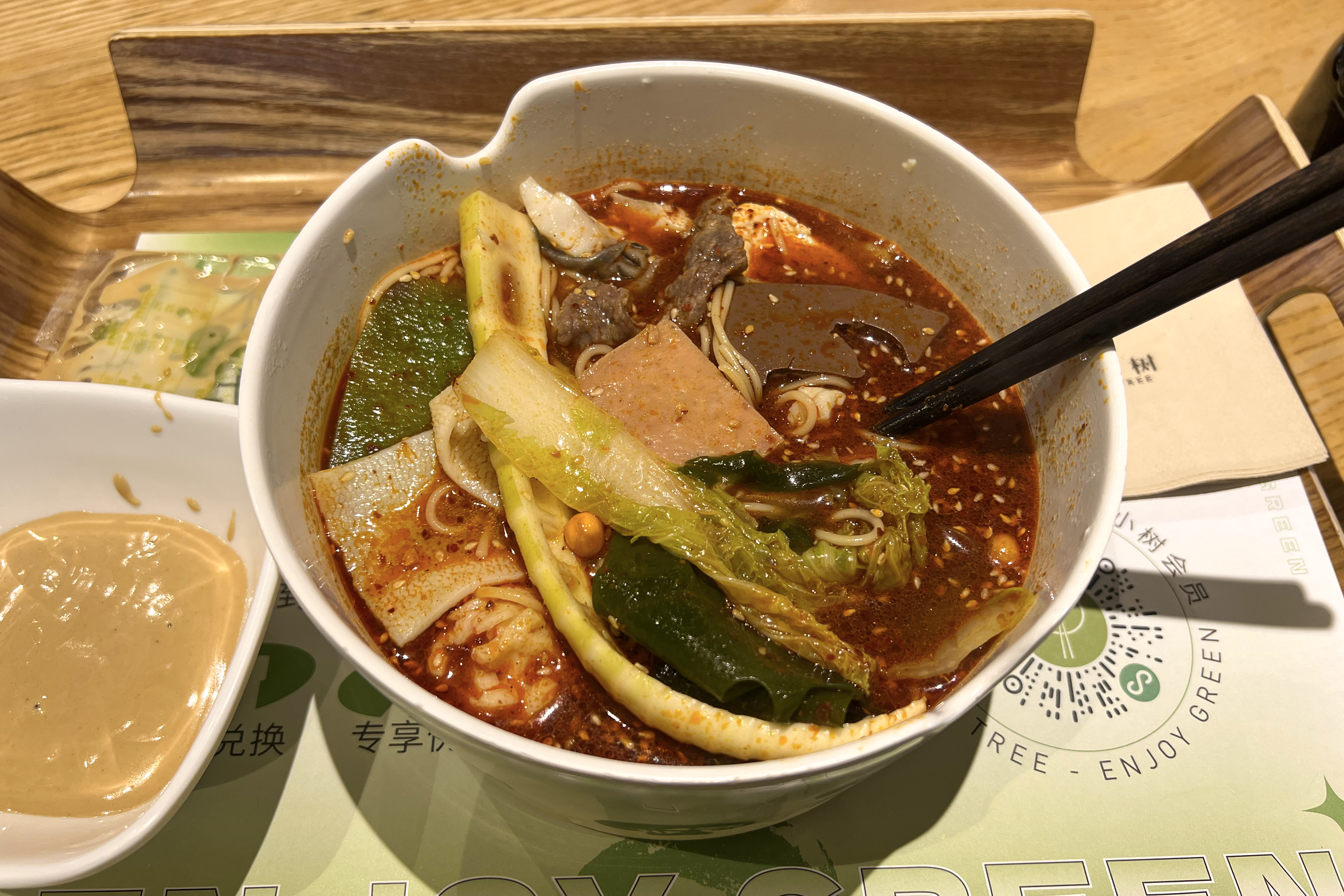
一份川味麻辣烫

麻辣烫，是一种起源于中国四川省乐山市，流行各地的小吃，其味道麻辣鲜香，主要在街头常见。部分地区的麻辣烫由于当地人口味的原因会和传统的麻辣烫有所不同。

## 起源

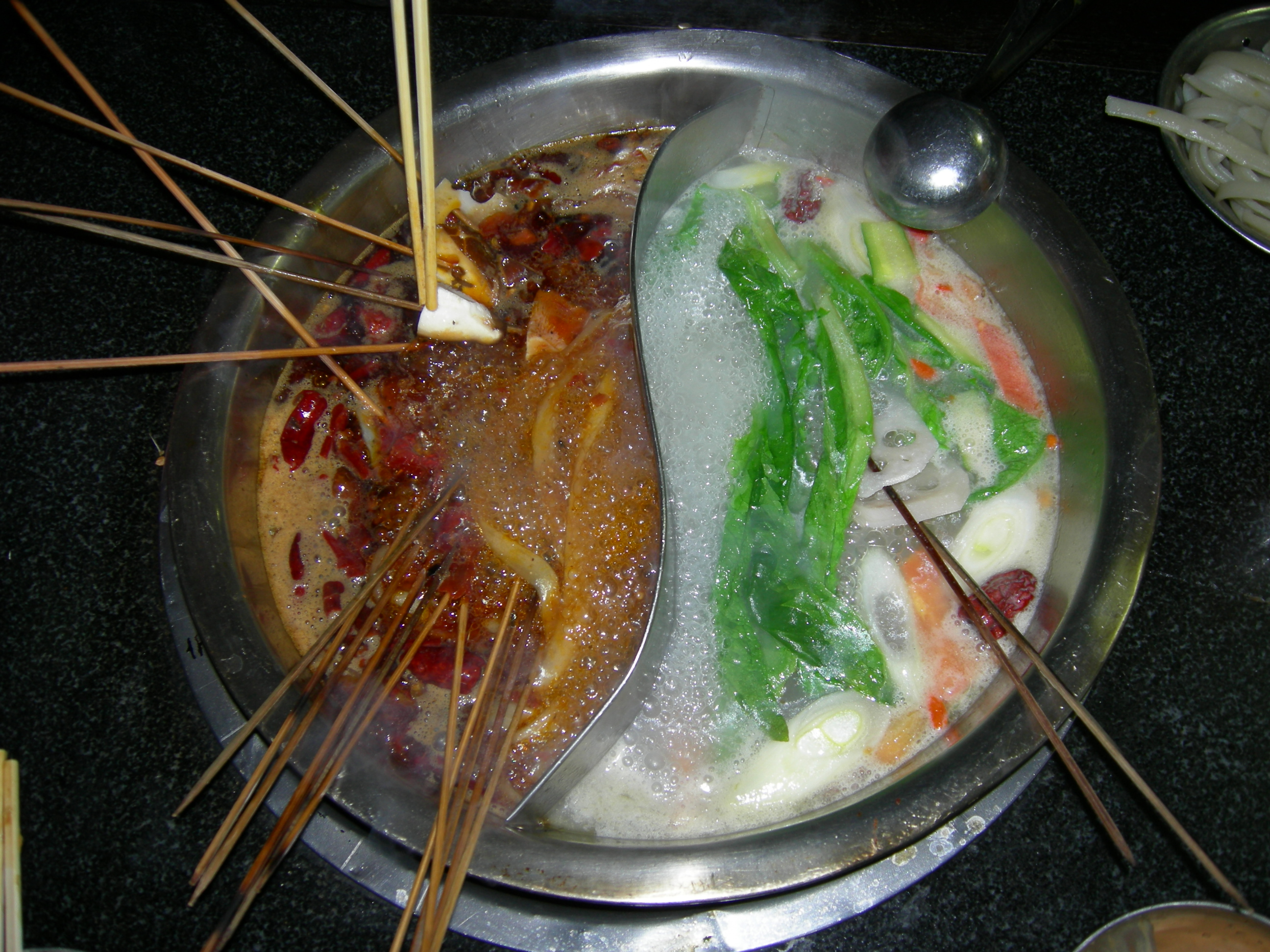
串串香

二十世纪八九十年代改革开放后，四川街头出现了一些售卖“串串”的小摊：商贩将食材切片穿在竹签上售卖，食客选取食材后在麻辣汤底的锅中涮烫烹煮后蘸料食用，按签收费。后来一些商家不再使用串串，将煮熟的食物放在盘子或碗里，配以油碟或干碟食用，被称为锑锅麻辣烫和盘盘麻辣烫。
在四川，还以串串为起初衍生包括冷锅串串、冒菜、钵钵鸡等小吃。

## 常見食材

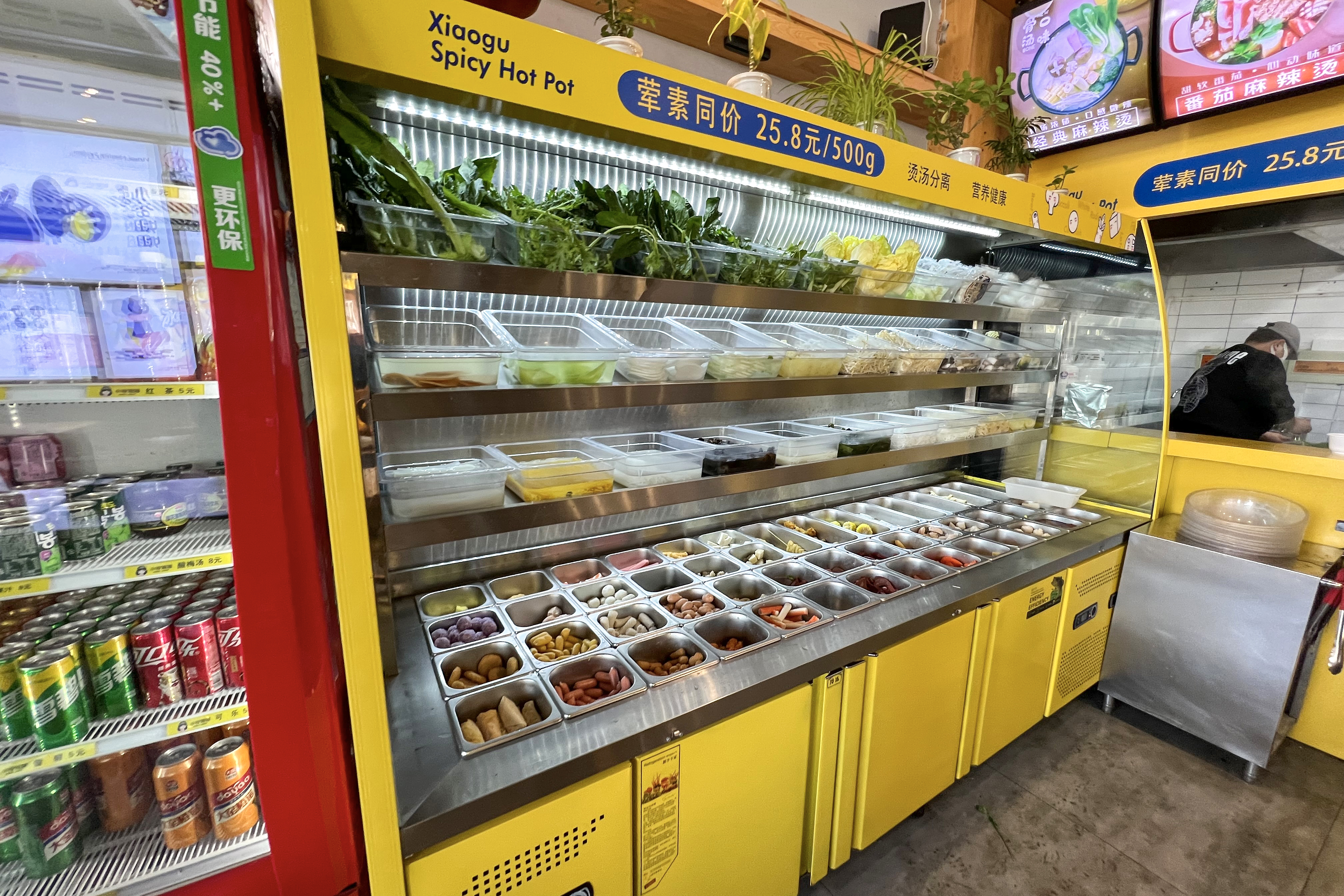
供食客自选麻辣烫食材的陈列柜

字面意義上來說，食客在自选食材后放到辣湯裡煮熟，撈起來給客人，以食材重量或签子数量计费。故一般放進麻辣燙的食材都以容易燙熟的為主。以下列出部分常見的食材：
- 肉類
  - 毛肚
  - 鳝鱼
  - 黄喉
  - 午餐肉
  - 鸭肠
- 麵食
  - 粉條
  - 即食麵

- 素菜
  - 藕片
  - 莴笋
  - 冬瓜
  - 香菌
  - 豆腐乾
  - 白菜
  - 花菜

## 衍生

### 东北麻辣烫

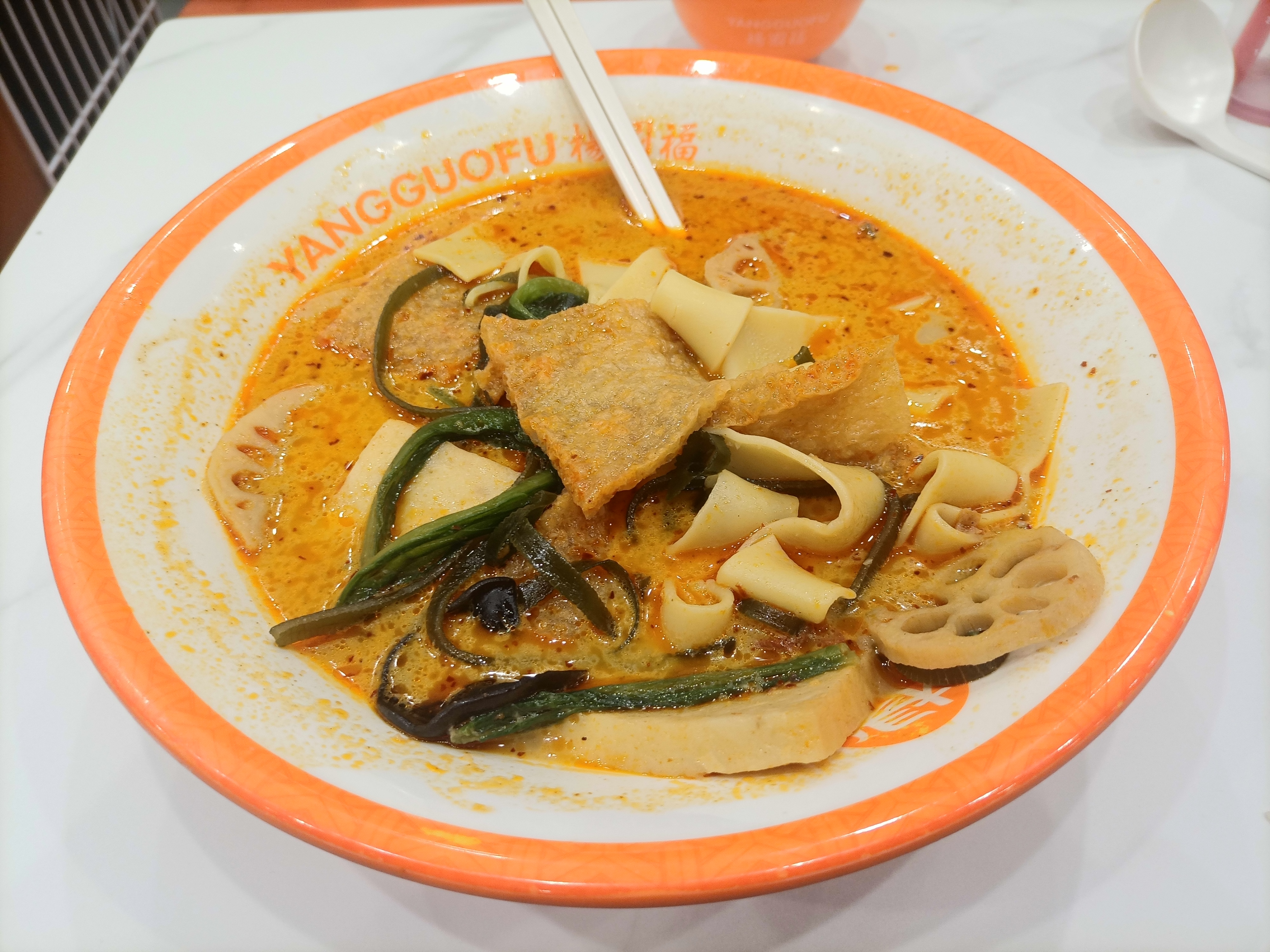
汤底中加入了麻酱的楊國福麻辣燙

“东北麻辣烫”是麻辣烫在1990年代下岗潮期间传入中国东北地区后进行改良后的产物，其特点是将麻辣红油汤底改为骨汤，整体味型从麻辣变成了偏咸辣，并加入了芝麻酱、花生酱使汤底变得类似于勾芡后的浓厚口感。配料中，荤菜以肉片和丸子为主，素材融入了当地一些豆制品副食，主食则还加入了玉米面、牛筋面、土豆粉、年糕、小油条等当地特色。
代表餐厅包括杨国福、张亮麻辣烫等。
除了改良版麻辣烫，中国东北地区还衍生出了无汤汁版本的麻辣拌，以酸甜口为主。

### 甘肃麻辣烫

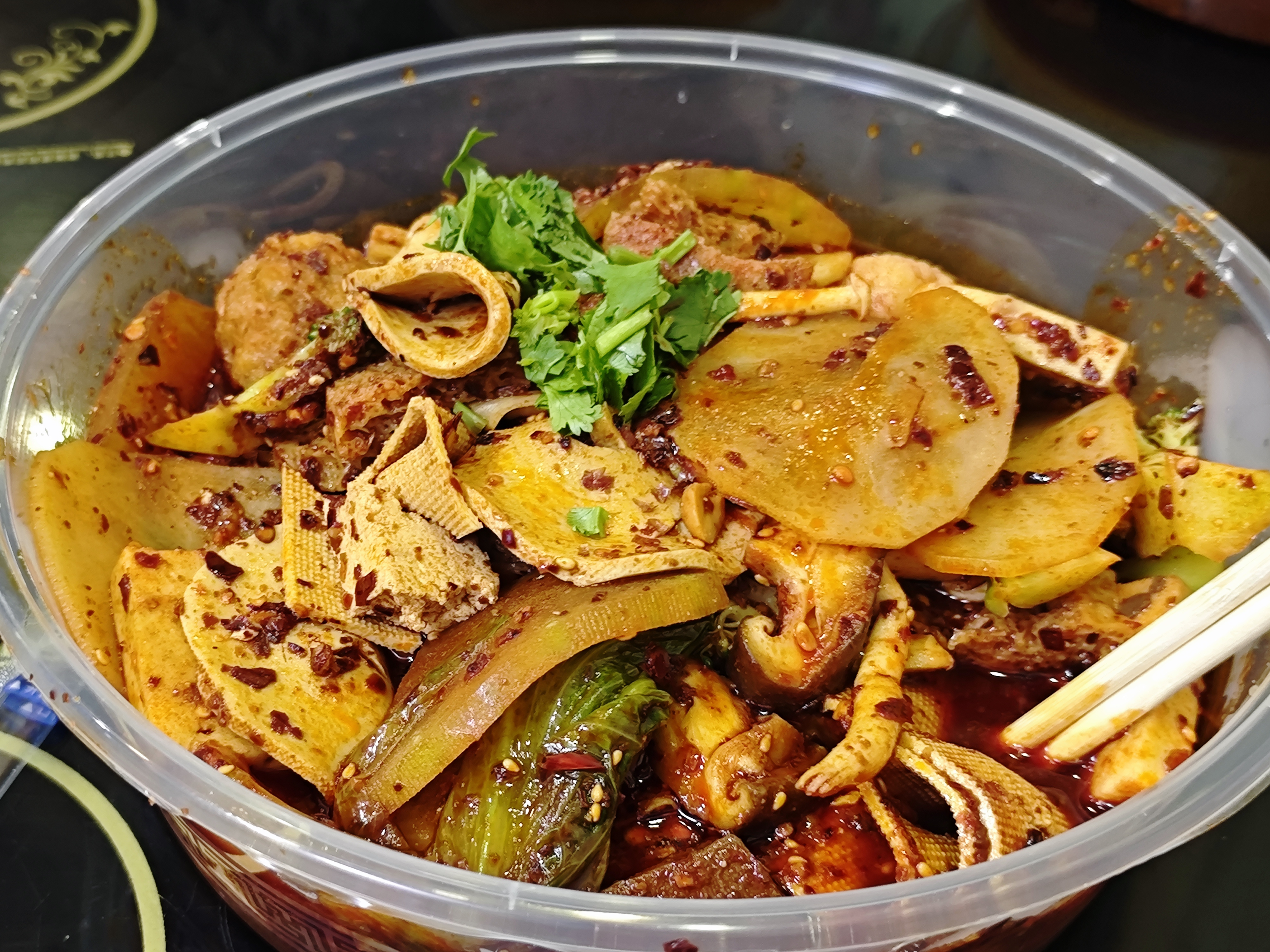
天水麻辣烫

“甘肃麻辣烫”或“天水麻辣烫”源于1990年代的“麻辣粉”：即定西土豆粉、土豆片烫熟后，浇上甘谷辣椒及陇南花椒制作的过油辣椒糊、榨菜和花生米；在和其他地方的麻辣烫融合后逐渐加入鱼丸、牛肉丸、火腿肠、鱼、虾、生菜、莲菜等各配菜后形成“麻辣烫”。2024年年初“天水麻辣烫”逐渐流行至中国其他省份。